# Claudio Procesi
Claudio Procesi (Roma, 31 de março de 1941) é um matemático italiano, conhecido por seu trabalho sobre álgebra e teoria de representação.

## Carreira
Procesi estudou na Universidade de Roma "La Sapienza", onde obteve a laurea em 1963. Obteve em 1966 um doutorado na Universidade de Chicago, orientado por Israel Herstein, com a tese On rings with polynomial identities. Em 1966 foi professor assistente da Universidade de Roma "La Sapienza", em 1970 foi professor associado da Universidade de Lecce e em 1971 da Universidade de Pisa. Em 1973 foi professor pleno em Pisa e em 1975 professor ordinário da Universidade de Roma "La Sapienza". Foi pesquisador visitante na Universidade Columbia (1969–1970), na Universidade da Califórnia em Los Angeles (1973/74), no Instituto Nacional de Matemática Pura e Aplicada, no Instituto de Tecnologia de Massachusetts (1991), em Grenoble, na Universidade Brandeis (1981/1982), na Universidade do Texas em Austin (1984), no Instituto de Estudos Avançados de Princeton (1994), no Mathematical Sciences Research Institute (1992 e outros anos), no Centro Internacional de Física Teórica em Trieste e na Escola Normal Superior de Paris.
Procesi provou que o invariante polinomial de todas as matrizes {\displaystyle n\times n} sobre um campo {\displaystyle K} provem do teorema de Cayley-Hamilton, que estabelece que uma matriz quadrada satisfaz seu próprio polinômio característico.
Recebeu o Prêmio Antonio Feltrinelli de 1986. Foi palestrante convidado do Congresso Internacional de Matemáticos em Helsinque (1978). De 2007 a 2010 foi vice-presidente da União Internacional de Matemática. Foi editor do Duke Mathematical Journal, do Journal of Algebra, do Communications in Algebra e do Advances in Mathematics.

## Obras

### Artigos
- De Mari, Filippo; Procesi, Claudio; Shayman, Mark A. (1992). «Hessenberg varieties». Transactions of the American Mathematical Society. 332 (2): 529-534. MR 1043857. doi:10.1090/S0002-9947-1992-1043857-6
- de Concini, Corrado; Kac, Victor G.; Procesi, Claudio (1992). «Quantum coadjoint action». Journal of the American Mathematical Society. 5 (1): 151–189. MR 1124981. doi:10.1090/S0894-0347-1992-1124981-X
- with Lieven Le Bruyn: «Semisimple representations of quivers». Transactions of the American Mathematical Society. 317: 585–598. 1990. doi:10.1090/S0002-9947-1990-0958897-0
- with Corrado de Concini and George Lusztig: «Homology of the zero-set of a nilpotent vector field on a flag manifold». Journal of the American Mathematical Society. 1: 15–34. 1988. doi:10.1090/S0894-0347-1988-0924700-2
- «The invariants of {\displaystyle n\times n}  matrices». Bulletin of the American Mathematical  Society. 82 (6): 891–892. 1976. doi:10.1090/S0002-9904-1976-14196-1

### Livros
- 2017: (com Corrado de Concini) The Invariant Theory of Matrices, American Mathematical Society[5]
- 2010: (with Corrado de Concini) Topics in Hyperplane Arrangements, Polytopes and Box-Splines, Springer Predefinição:Mr
- 2006: Lie groups: An approach through invariants and representations, Springer, Universitext[6][7]
- 1996: (com Hanspeter Kraft) Classical Invariant Theory
- 1993: (com Corrado de Concini) Quantum groups, Lecture Notes in Mathematics, Springer Predefinição:Mr
- 1993: Rings with polynomial identities, Dekker Predefinição:Mr
- 1983: A primer on invariant theory, Brandeis University